# Ebba Haslund
Ebba Haslund (Seattle, 12 de agosto de 1917 - Oslo, 10 de julio de 2009) fue una novelista noruega, escritora de cuentos, dramaturga, ensayista, escritora de libros infantiles, crítica litereria, locutora de radio y política.

## Biografía
Haslund nació en Seattle, Estado de Washington, hija de Frantz Philip Haslund (1883–1974) y de Ebba Margareta Gillblad (1890–1957). Ebba describió a su padre como un "aventurero", con el que la familia viajó regularmente durante la infancia de Ebba. Ella comenzó a estudiar oficialmente en 1935 y estudió idiomas en Inglaterra, Alemania y Francia antes de la Segunda Guerra Mundial. Se graduó en la Universidad de Oslo en 1941 con el grado Candidatus philologiæ. En 1940 se casó con el empresario Sverre Fjeld Halvorsen (1910–2005), que fue encarcelado en la prisión noruega de Grini y también en Polonia durante el conlficto, pero sobrevivió. Haslund vivía normalmente en Blommenholm, pero murió a los 91 año en Oslo.

## Carrera
Haslund hizo su debut literario en 1945 con la colección de cuentos Også vi -. Al año siguiente llegó la publicación de su primera novela, Siste halvår, sobre la adolescencia de las chicas. La continuación independiente Det hendte ingenting (1948) fue prácticamente ignorada por la prensa en ese momento, pero más tarde fue considerado como uno de sus libros más importantes. Narrada por la tímida Edle Henriksen, una estudiante de la Universidad de Oslo en 1939, la novela trata sobre la amistad entre tres estudiantes, así como sobre la nostalgia lésbica no realizada de Edle. Fue traducido al inglés en 1987, con el título Nothing Happened. El reconocimiento literario de Hafslund se produjo con la aparición de Middag hos Molla (1951), y de nuevo con su siguiente novela, Krise i august (1954).
Haslund escribió diversas obras de audio para la radio. Su debut como dramaturga fue la obra de audio Himmelsk dilemma (1952). Su obra Kjære Nils (1956) fue galardonada con un premio a la "mejor obra de audio para niños". Fue miembro de la junta del Gremio de Escritores de Noruega de 1961 a 1967, y vicepresidenta de 1967 a 1974.
Escribió diversos libros para niños y jóvenes, como Frøken Askeladd (1953), Barskinger på Brånåsen (1960) y Mor streiker (1981). Una selección de sus ensayos se encuentra en las colecciones Født til klovn (1977), Kvinner, fins de? (1980) y Hønesvar til hanefar (1983). También escribió tres libros de memorias, Som plommen i egget (1987), Med vingehest i manesjen (1989) y Ikke naken, ikke kledd (1992).
Trabajó como crítica literaria en Aftenposten de 1970 a 1990, y redactora en jefe de la revista Ordet de 1966 a 1967. Fue columnista en diversos diarios, entre ellos Klassekampen y Budstikka.

## Trabajo organizativo
Haslund fue miembro de la junta de la rama noruega del International PEN de 1955 a 1957, y vicepresidenta de 1964 a 1967. Fue miembro de la junta de Forfatterforeningen av 1952 —una facción separatista de la Unión de Autores de Noruega que duró de 1952 a 1966— de 1961 a 1963 y presidió el Norske Barne- og Ungdomsbokforfattere de 1965 a 1970. En la Unión de Autores de Noruega fue miembro de la junta de 1966 a 1970, vicepresidenta de 1970 a 1971 y presidenta de 1971 a 1975. Fue miembro honorífica de la Unión de Autores de Noruega en 1975, y de la Asociación Noruega por los Derechos de las Mujeres en 1995. Durante el resto de su vida fue la única miembro honoraria de la Asociación por los Derechos de las Mujeres. También fue miembro de la junta de Riksteateret de 1969 a 1977, miembro del Consejo de la lengua noruega de 1976 a 1980 y miembro adjunta del Språkrådet de 1977 a 1980.

## Política
Haslund ejerció como representante adjunto en el Parlamento Noruego desde Oslo durante el mandato 1958–1961 y de Akershus durante el mandato 1961–1965. Ocupó el asiento de John Lyng mientras él ejercía como primer ministro entre agosto y septiembre de 1963. Aunque su afiliación al Partido Conservador de Noruega en ese momento, se le llamaba "Ebba la roja" durante su época en la Unión de Autores Noruegos. Se inspiró en el feminismo radical de los años 60 y 70, especialmente por la actividad de la investigadora y política socialista noruega Berit Ås. En una entrevista de 2007, Haslund declaró que no votaba conservador, sino liberal.

## Premios
Ebba Haslund recibió el premio de los Bibliotecarios Noruegos en 1966 por la novela Det trange hjert, y el premio de literatura de la Riksmål Society por Syndebukkens krets en 1968. Recibió el premio Ossietzky en 2006 y el premio de honor Fritt Ord en 2007.